# 1. Amateurliga Südwest 1973/74
Die 1. Amateurliga Südwest 1973/74 war die 27. Saison der 1. Amateurliga und die 22. Spielzeit nach der Zusammenlegung der Staffeln Rheinhessen, Vorderpfalz und Westpfalz. Die Meisterschaft gewann der FK Clausen.
Durch die Einführung der zweigeteilten 2. Fußball-Bundesliga gab es keine Aufsteiger aus der 1. Amateurliga. Wegen der Auflösung der Regionalliga Südwest und der Einführung der 2. Bundesliga 1974 mussten vier Vereine in die 2. Amateurliga absteigen: Phönix Bellheim (zuvor aus der Regionalliga abgestiegen), der FV Germersheim, der SV Weisenau-Mainz und der TuS Altrip.
Die beiden Vorjahresaufsteiger Grün-Weiß Hochspeyer und BSC Oppau schafften den Klassenerhalt. Torschützenkönig wurde in dieser Saison Werner Melzer vom Meister FK Clausen.

## Abschlusstabelle
| Pl. | Verein                   | Sp. | Tore  | Punkte |
| --- | ------------------------ | --- | ----- | ------ |
| 01. | FK Clausen               | 30  | 77:46 | 41:19  |
| 02. | TSC Zweibrücken          | 30  | 70:54 | 39:21  |
| 03. | FC Rodalben              | 30  | 80:57 | 38:22  |
| 04. | Grün-Weiß Hochspeyer (N) | 30  | 49:44 | 35:25  |
| 05. | Ludwigshafener SC        | 30  | 49:32 | 34:26  |
| 06. | SV Horchheim             | 30  | 53:44 | 34:26  |
| 07. | VfR Frankenthal          | 30  | 54:53 | 33:27  |
| 08. | 1. FC Kaiserslautern Am. | 30  | 62:54 | 32:28  |
| 09. | Arminia Ludwigshafen     | 30  | 47:50 | 28:32  |
| 10. | FK Pirmasens Am.         | 30  | 53:52 | 27:33  |
| 11. | VfR Kaiserslautern       | 30  | 43:58 | 26:34  |
| 12. | BSC Oppau (N)            | 30  | 44:61 | 26:34  |
| 13. | Phönix Bellheim (A)      | 30  | 68:71 | 26:34  |
| 14. | FV Germersheim           | 30  | 45:58 | 22:38  |
| 15. | SV Weisenau-Mainz        | 30  | 45:67 | 20:40  |
| 16. | TuS Altrip               | 30  | 45:75 | 19:41  |

| (M) | 1. Amateurligameister Südwest 1972/73                  |
| (A) | Absteiger aus der Fußball-Regionalliga Südwest 1972/73 |
| (N) | Aufsteiger aus den 2. Amateurligen 1972/73             |